# コートジボワールの首相
コートジボワールの首相（コートジボワールのしゅしょう、フランス語: Premier ministre de Côte d'Ivoire）は、コートジボワール政府の長である。

## 概要
首相職は1957年に設立された。当時、コートジボワールはフランスの統治下にあり、コートジボワール首相は1957年から1958年にかけてフランスのコートジボワール総督に、1958年から1960年8月7日まではコートジボワール高等弁務官に従属した。コートジボワールが1960年8月7日に独立し、首相は大統領に従うこととなった。

## 歴代のコートジボワール首相
| 代                                 | 首相                               | 首相                               | 期                                 | 在任期間                           | 所属党派                           | 備考                               |
| フランス領西アフリカ政府審議会議長 | フランス領西アフリカ政府審議会議長 | フランス領西アフリカ政府審議会議長 | フランス領西アフリカ政府審議会議長 | フランス領西アフリカ政府審議会議長 | フランス領西アフリカ政府審議会議長 | フランス領西アフリカ政府審議会議長 |
| ---------------------------------- | ---------------------------------- | ---------------------------------- | ---------------------------------- | ---------------------------------- | ---------------------------------- | ---------------------------------- |
| -                                  |                                    | オーギュスト・ドゥニーズ           | -                                  | 1957年5月15日- 1958年7月26日       | コートジボワール民主党             | 政府審議会副議長                   |
| -                                  |                                    | オーギュスト・ドゥニーズ           | -                                  | 1958年7月26日- 1958年12月4日       | コートジボワール民主党             | 政府審議会議長                     |
| フランス共同体自治政府首相         |                                    |                                    |                                    |                                    |                                    |                                    |
| -                                  |                                    | オーギュスト・ドゥニーズ           | -                                  | 1958年12月4日- 1959年4月30日       | コートジボワール民主党             | 自治政府大統領                     |
| 01                                 |                                    | フェリックス・ウフェ＝ボワニ       | 1                                  | 1959年5月2日- 1960年8月7日         | コートジボワール民主党             |                                    |
| コートジボワール政府首相           |                                    |                                    |                                    |                                    |                                    |                                    |
| 01                                 |                                    | フェリックス・ウフェ＝ボワニ       | 1                                  | 1960年8月7日- 1960年11月27日       | コートジボワール民主党             | 元首                               |
| -                                  | （廃止）                           | （廃止）                           | -                                  | 1960年11月27日 1990年11月7日       |                                    |                                    |
| 02                                 |                                    | アラサン・ワタラ                   | 2                                  | 1990年11月7日- 1993年12月11日      | コートジボワール民主党             |                                    |
| 03                                 |                                    | ダニエル・カブラン・ダンカン       | 3                                  | 1993年12月11日- 1995年10月22日     | コートジボワール民主党             |                                    |
| 03                                 | 4                                  | ダニエル・カブラン・ダンカン       | 1995年10月22日- 1998年8月18日      |                                    | コートジボワール民主党             |                                    |
| 03                                 | 5                                  | ダニエル・カブラン・ダンカン       | 1998年8月18日- 1999年12月24日      |                                    | コートジボワール民主党             |                                    |
| -                                  | （空席）                           | （空席）                           | -                                  | 1999年12月24日- 2000年5月18日      |                                    |                                    |
| 04                                 |                                    | セイドゥ・ジャラ                   | 6                                  | 2000年5月18日- 2000年10月27日      | 無所属                             |                                    |
| 05                                 |                                    | パスカル・アフィ・ンゲッサン       | 7                                  | 2000年10月27日- 2000年12月10日     | イボワール人民戦線                 |                                    |
| 05                                 | 8                                  | パスカル・アフィ・ンゲッサン       | 2000年12月10日- 2002年8月5日       |                                    | イボワール人民戦線                 |                                    |
| 05                                 | 9                                  | パスカル・アフィ・ンゲッサン       | 2002年8月5日- 2002年10月1日        |                                    | イボワール人民戦線                 |                                    |
| 05                                 | 10                                 | パスカル・アフィ・ンゲッサン       | 2002年10月1日- 2003年1月25日       |                                    | イボワール人民戦線                 |                                    |
| 06                                 |                                    | セイドゥ・ジャラ                   | 11                                 | 2003年2月10日- 2005年12月7日       | 無所属                             |                                    |
| 07                                 |                                    | シャルル・バニー                   | 12                                 | 2005年12月7日- 2006年9月16日       | 無所属                             |                                    |
| 07                                 | 13                                 | シャルル・バニー                   | 2006年9月16日- 2007年4月4日        |                                    | 無所属                             |                                    |
| 08                                 |                                    | ギヨーム・ソロ                     | 14                                 | 2007年4月4日- 2010年2月12日        | コートジボワール新勢力             |                                    |
| 08                                 | 15                                 | ギヨーム・ソロ                     | 2010年2月12日- 2010年12月6日       |                                    | コートジボワール新勢力             |                                    |
| 08                                 | 16                                 | ギヨーム・ソロ                     | 2010年12月6日- 2011年6月1日        | 2010年コートジボワール危機を参照   | コートジボワール新勢力             |                                    |
| 08                                 | 17                                 | ギヨーム・ソロ                     | 2011年6月1日- 2012年3月13日        |                                    | コートジボワール新勢力             |                                    |
| -                                  |                                    | ジルベール・アケ                   | -                                  | 2010年12月6日- 2011年4月11日       | イボワール人民戦線                 | 2010年コートジボワール危機を参照   |
| 09                                 |                                    | ジャノ・クアディオ・アウス         | 18                                 | 2012年3月13日- 2012年11月21日      | コートジボワール民主党             |                                    |
| 10                                 |                                    | ダニエル・カブラン・ダンカン       | 19                                 | 2012年11月21日- 2016年1月13日      | コートジボワール民主党             |                                    |
| 10                                 | 20                                 | ダニエル・カブラン・ダンカン       | 2016年1月13日- 2017年1月10日       |                                    | コートジボワール民主党             |                                    |
| 11                                 |                                    | アマドゥ・ゴン・クリバリ           | 21                                 | 2017年1月10日- 2018年7月14日       | 共和主義者連合                     |                                    |
| 11                                 | 22                                 | アマドゥ・ゴン・クリバリ           | 2018年7月14日- 2019年9月4日        |                                    | 共和主義者連合                     |                                    |
| 11                                 | 23                                 | アマドゥ・ゴン・クリバリ           | 2019年9月4日- 2020年7月8日         | 在職中に死去                       | 共和主義者連合                     |                                    |
| -                                  |                                    | ハメド・バカヨコ                   | -                                  | 2020年7月8日- 2020年8月4日         | 共和主義者連合                     | 首相代行。                         |
| 12                                 | 24                                 | ハメド・バカヨコ                   | 2018年8月4日- 2021年3月8日         |                                    | 共和主義者連合                     |                                    |
| -                                  |                                    | パトリック・アチ                   | -                                  | 2021年3月8日- 2021年3月30日        | RHDP                               | 3月10日までバカヨコの代行。        |
| 13                                 | 25                                 | パトリック・アチ                   | 2021年3月30日- 2023年10月6日       |                                    | RHDP                               |                                    |
| 14                                 |                                    | ロベール・ブーグレ・マンベ         | 26                                 | 2023年10月16日- （現職）           | 共和主義者連合                     |                                    |